# 곽하윤
곽하윤(1992년 4월 22일 ~ )은 대한민국의 레이싱 모델이다. 무남독녀로 종교는 기독교다. 2016년 '코리아 레이싱모델 협회'에서 주관하는 kbs아레나에서 열린 '제2회 레이싱모델 쇼&컨테스트'에서 <울트라 브이상>과 <네티즌 인기상>을 수상하고 2017년 6월 kic-cup 투어링카 레이스전으로 첫데뷔를 하였다.

## 경력

### 레이싱모델 경력
- 2022년 - CJ대한통운 슈퍼레이스 챔피언십 나이트 레이스 레이싱모델
- 2018년 - 서울오토살롱 루마카 레이싱모델
- 2017년 - 오토모티브위크 엑시아게임즈 레이싱모델
- 2017년 - 서울오토살롱 뉴 프로텍트 쇼케이스 레이싱모델
- 2017년 - KIC 오프로드 그랑프리 엑시아소프트 레이싱모델
- 2017년 - KIC-CUP 투어링카 레이스 레이싱모델

## 수상
- 2016년 - 제2회 레이싱모델 쇼&컨테스트 네티즌인기상
- 2016년 - 제2회 레이싱모델 쇼&컨테스트 울트라브이상
- 2016년 - 미 한복 홍보대사 선발대회 선
- 2016년 - 사랑해요 대한민국 '통일아리랑 선녀 선발대회' 진